# (5210) Saint-Saëns
(5210) Saint-Saëns es un asteroide perteneciente a la familia de Herta en el cinturón de asteroides, es un asteroide perteneciente al cinturón de asteroides, descubierto el 7 de marzo de 1989 por Freimut Börngen desde el Observatorio Karl Schwarzschild, en Tautenburg, Alemania.

## Designación y nombre
Designado provisionalmente como 1989 EL6. Fue nombrado Saint-Saëns en honor al compositor francés Charles Camille Saint-Saens, cuyo abanico musical abarca desde la música de iglesia hasta el neoclasicismo. Entre sus obras más conocidas se encuentran el poema sinfónico "La danza macabra", la ópera "Sansón y Dalila" y su Sinfonía n.º 3 de órganos.

## Características orbitales
Saint-Saëns está situado a una distancia media del Sol de 2,439 ua, pudiendo alejarse hasta 2,803 ua y acercarse hasta 2,074 ua. Su excentricidad es 0,149 y la inclinación orbital 2,139 grados. Emplea 1391,41 días en completar una órbita alrededor del Sol.

## Características físicas
La magnitud absoluta de Saint-Saëns es 14,1. Tiene 8 km de diámetro y su albedo se estima en 0,068.